# 学林路站
学林路站位于中华人民共和国上海市浦东新区张江高科技园区中科路、哥白尼路与学林路的交叉口，是上海地铁13号线的地铁车站，共设3个出入口。本站现作为第二批试行“闸机常开”模式的车站之一。
未来21号线也会经过本站，使本站成为13号线与21号线的换乘站。

## 车站结构

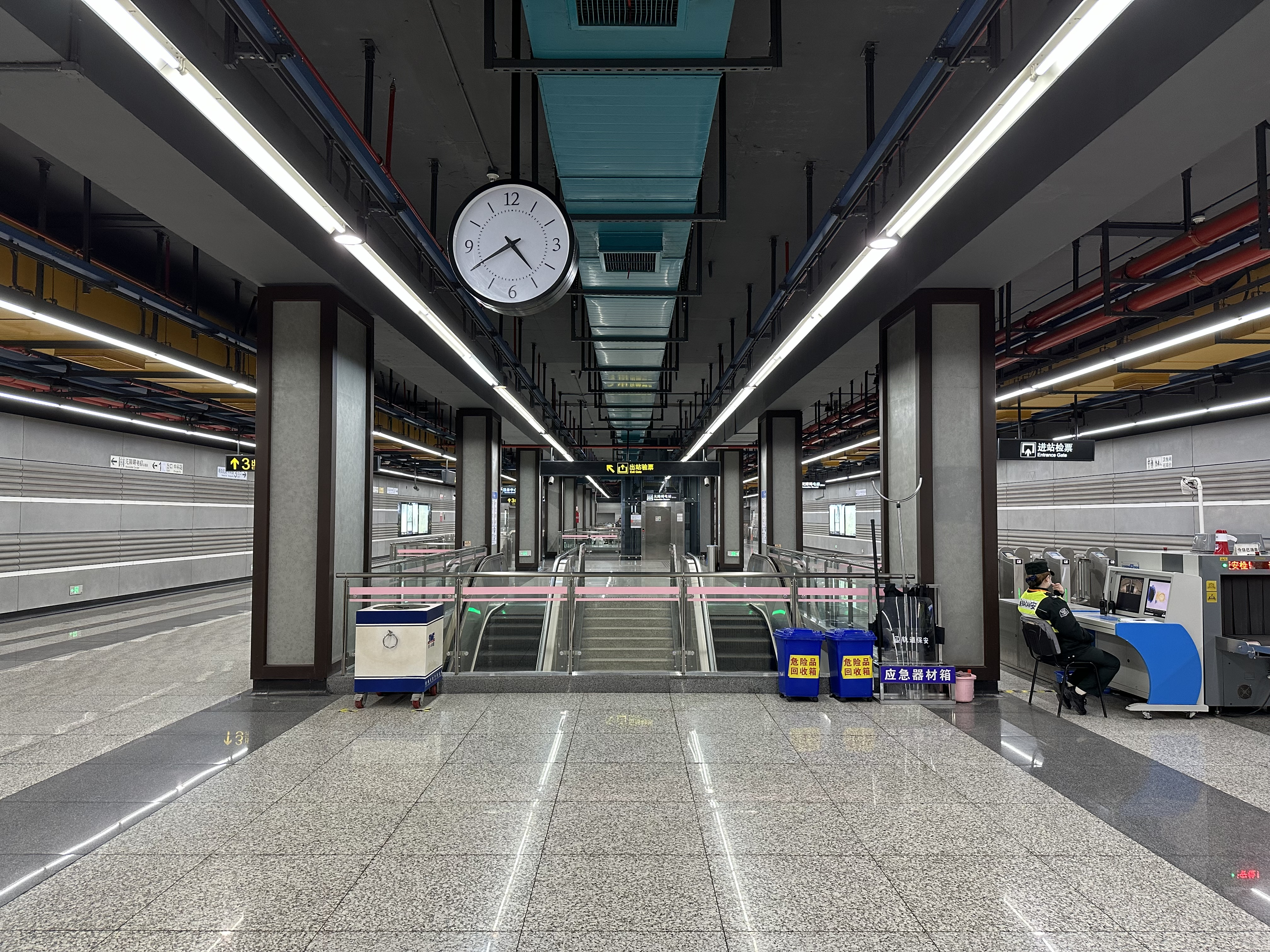
站厅

### 车站楼层
学林路站共有3层。地面为车站出口，地下一层为车站大厅，地下二层为13号线站台。
| 地面层   | 出入口             | 1-3出入口                        |  |  |
| 地下一层 | 站厅               | 票务服务、自动售票机、人工服务台 |  |  |
| 地下二层 | ①站台              | █ 13号线 往金运路（中科路）      |  |  |
|          | 岛式站台，左侧开门 |                                  |  |  |
|          | ②站台              | █ 13号线 往张江路（终点站）      |  |  |

### 设计
13号线学林路站的装饰风格被形容为“素色工业”，裸露站厅顶部，体现顶部管线，使用灰色的混凝土墙板包裹站内墙体，以红褐色钢板包裹站内立柱的四条棱，体现后工业时代的沧桑感。

### 车站出口
学林路站共设有4个出入口，4号口为配合21号线换乘通道改造关闭，各出入口如下所示：
| 出口编号            | 出口指示         | 照片 |
| ------------------- | ---------------- | ---- |
| 1 · 出口 · （设有） | 中科路，学林路   |      |
| 2 · 出口            | 中科路，学林路   |      |
| 3 · 出口            | 中科路，哥白尼路 |      |
| 图例： 设有         |                  |      |

## 历史
- 2022年10月29日，为配合21号线换乘通道改造，车站4号口临时关闭[4]。
- 2025年1月20日，因周边地块改造已完成，此前暂时关闭的1号口恢复开启[5]。